# Arvydas Garbaravičius
Arvydas Garbaravičius (* 27. März 1953 in Kaunas) ist ein litauischer Politiker,  ehemaliger Bürgermeister von Kaunas (2003–2007).

## Leben
Arvydas Garbaravičius besuchte die Juozas-Aleksonis-Schule  in Žaliakalnis. Nach dem Abitur studierte er an der Technischen Universität Kaunas im Fachbereich für Thermodynamik und Energiewirtschaft.
1976 begann Arvydas Garbaravičius seine wissenschaftliche Tätigkeit am Energiewirtschaft-Institut (Fizikinių techninių energetikos problemų institutas). Nach der Erklärung der Unabhängigkeit Litauens 1990 wurde Garbaravičius Unternehmer. 1998 trat er der Partei Lietuvos centro sąjunga bei. 2000 wurde er Ratsmitglied im Stadtrat von Kaunas und von 2000 bis 2001 war Stellvertretender Leiter von Bezirk Kaunas. Von 2003 bis 2007 war Garbaravičius Bürgermeister der Stadtgemeinde Kaunas. 
Sein Bruder ist Ramūnas Garbaravičius (*  1956),  litauischer Politiker, Mitglied des Seimas.
Er ist Mitglied von Liberalų ir centro sąjunga.